# George Merrill
George Merrill (* 16. August 1867 in Sheffield; † 16. Januar 1928 in Guildford) war ein englischer Schwulenaktivist und der Lebenspartner Edward Carpenters. 

## Leben
George Merrill wuchs in der zweiten Hälfte des 19. Jahrhunderts unter prekären sozialen Familienverhältnissen in der englischen Stadt Sheffield auf. Als junger Mann machte er im Jahr 1891 auf einer Zugfahrt die Bekanntschaft des Theologiestudenten aus Cambridge und späteren Dichters Edward Carpenter. Noch im selben Jahr zog er in dessen Wohnung in einem Vorort von Sheffield ein, während sich sein Lebenspartner für einen toleranteren Umgang mit homosexueller Liebe einsetzte.
Das Paar lebte über 30 Jahre hinweg (bis zum Tod George Merrills) seine Beziehung den damaligen Umständen entsprechend offen und diente schließlich dem Schriftstellerfreund E. M. Forster als Vorlage respektive Inspiration für dessen Roman Maurice.